# ワクワク

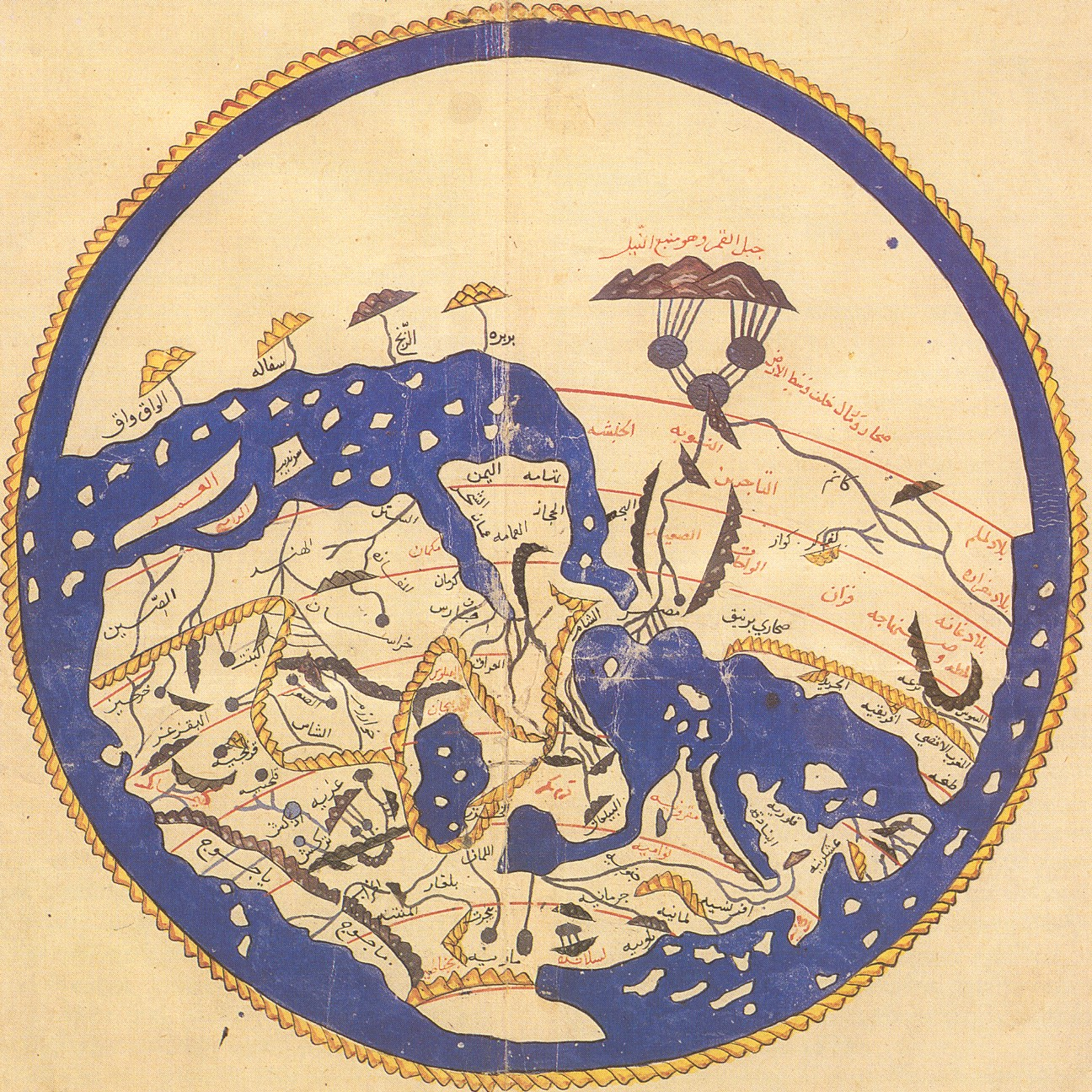
イドリースィーによる1154年の世界地図（南が上、東が左）。地図の東（左）端、アフリカ南部から東に延びる陸地の先端に الواق واق（アル＝ワークワーク al-Wāqwāq）と書かれている。

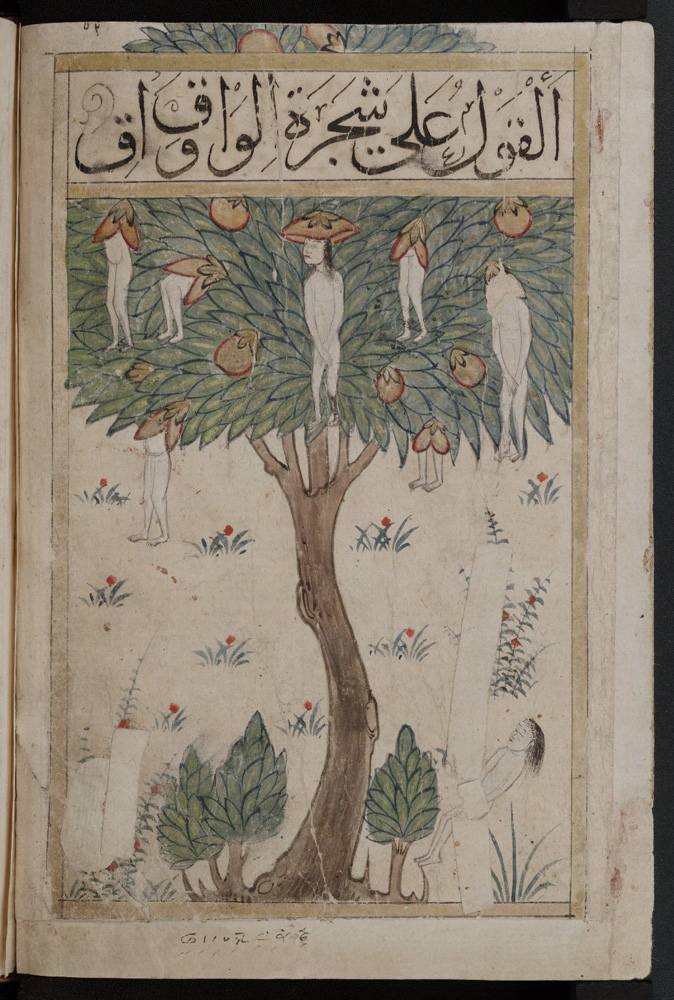
14世紀後半の写本『驚異の書』に描かれたワクワクの木

ワクワク（アラビア語: الواق واق、al-Wāqwāq）は、中世アラブ世界で、東方の彼方にあると考えられていた土地である。ワクワク島、ワクワクの国、ワークワーク、ワクワーク、ワーク、ワク、ヴァクヴァク島、幸福の島などとも呼ばれる。
実際の場所としては複数の説がある（後述）。

## 伝承
アラビア語およびペルシア語の地理書では、「ワークワーク」（الواق واق、al-Wāqwāq）ないし「ワクワーク」（الوق واق、al-Waqwāq）と呼ばれる地域がたびたび言及されている。
ワクワクに関する現存最古の文献は、9世紀半ばに著されたイブン・フルダーズベのアラビア語最古の地誌『諸道と諸国の書』（アラビア語: كتاب المسالك والممالك / Kitāb al-Masālik w’al-Mamālik、『諸道諸国誌』とも）、およびイスタフリーの同名の地理書『諸道と諸国の書』（Kitāb al-Masālik wa al-mamālik）である。
それによると、ワクワクはスィーン（al-Ṣīn、支那 = 中国）の東方にある。黄金に富み、犬の鎖や猿の首輪、衣服まで黄金でできている。また黒檀（実際はインド原産）を産し、黄金と黒檀を輸出している。さらに、シーラ (Shīlā) という国がカーンスー（Qānṣū、杭州か揚州）の沖にあり、やはり黄金に富むという。
10世紀のブズルグ・イブン・シャフリヤールによる『インドの不思議』（Kitāb ‘Ajā'ib al-Hind 『インド神秘の書』とも）にもワクワクが登場する。ワクワクには「ワクワクの木」という樹木があり、果実は人間の形をしているが、ウシャル Calotropis procera のように中空で、収穫するとしぼんでしまう。サマンダル (samandal) という鳩大の鳥がおり、火の中に入っても死なず、土だけを食べて何日も生きることができる。また、イスラム暦334年（西暦945年または946年）にワクワクの船団がカンバルフ (Qanbaluh、ザンジバルまたはマダガスカルの町。もしくはタンザニアのペンバ島）などアフリカ東岸各地を襲撃した事件が語られている。
13世紀後半のザカリーヤー・カズウィーニーの『諸国の遺跡』（Kitāb āthār al-bilād wa-al-akhbār al-ʿibād）では、ワクワクの木には女性の形をした実が生り、髪の毛で枝からぶら下がっている。熟するとワークワークと啼き、ワクワクの人々はそれを凶兆と考えている。
『千夜一夜物語』の1エピソード（バートン版第778–831夜「バッソラーのハサン」、マルドリュス版第576–615夜「ハサン・アル・バスリの冒険」）にはワークの島々が登場する。この話は日本の羽衣伝説に似た設定で、ワークの王女がハサンに衣を隠されて帰れなくなりハサンの妻となることから物語が始まる。ワークは7つの島からなり、住民はほとんどが女性であり、人間そっくりの実をつけワークワークと啼く木が生えていることがその名の由来であると書かれている。
多くの伝承ではワクワクは中国の東方の島とされるが、イドリースィーが1154年に描いた地図では、スィーン（中国）の南方にシーラの島々が、そのさらに南にワクワクがあり、ワクワクはアフリカと陸続きとなっている。

## 比定
イブン・フルダーズベの『諸道と諸国の書』をヨーロッパに紹介したオランダのミヒール・ヤン・ド・フーイェ (Michael Jan de Goeje) は、広東語で日本の古名「倭国（わこく）」の発音 wo-kwok が、ワクワクの語源だとした。また、シーラは新羅（しんら/しらぎ）だとした。それに対しフランスのガブリエル・フェランは、ワクワクはスマトラとマダガスカルだとした。
このほか、オットー・ダール (Otto Dahl) によるボルネオ説、的場節子によるフィリピン説などがある。
倭国説はガブリエル・フェランが論文で批判しているが、日本では批判説の紹介が遅かったことから浸透しており、一般の書籍や地理関係の啓蒙書にも記載されている。
7世紀にアラブ勢力によって、ペルシャが侵略され、イスラーム教がペルシャに広まると、10世紀から11世紀頃にペルシャの熱心なゾロアスター教徒の一部がペルシャを離れ、伝説のワクワク（島）として知られていたマダガスカル島に独自の入植地を築いた。